# 長保元年令
長保元年令（ちょうほがんねんれい）とは、長保元年7月27日（999年9月9日）に新制として出された太政官符である。全11条。
新制そのものの最古は天暦元年（947年）とされているが、中世における新制の基本的要素である「神社仏寺」「過差停止」「公事催勤」の3つの項目が揃った法令としては最初のものであった。

## 概要
前年の長徳4年（998年）以来続く疫病に悩まされた朝廷はこの年の1月17日に元号を「長保」と改元した。だが、疫病は治まらず、その最中の6月14日には今度は内裏が火災にあってしまう。
社会不安の高まりと相次ぐ災害に憂慮をした一条天皇及び内覧左大臣藤原道長を中心とした朝廷は、7月11日、内裏の再建を決定するとともに、神仏の信仰を通じた社会不安の沈静化と法規制の強化による秩序の回復を目指して仏神事違例（仏事・神事における違反）と制美服行約倹事（服装の贅沢禁止）に関する審議が行われた（『小右記』・『権記』）。その後、21日に天皇と道長の間で最終的な協議が行われ、翌日新制に関する宣旨が下され、それに基づく太政官符が27日付で発給されたのである。

## 内容
『新抄格勅符抄』巻十にその内容が記されている（なお番号は便宜上のものである）。
1. 一、応慎神事違例事
2. 一、応重禁制神社破損事
3. 一、応重禁制仏事違例事
4. 一、応慥加修理定額諸寺堂舎破損事
5. 一、応重禁制僧俗無故住京及号車宿京舎宅事
6. 一、応重禁制無故任意触穢輩事
7. 一、応重禁制男女道俗着服事
8. 一、応重禁制以金銀薄泥画扇火桶及六位用螺鈿鞍事
9. 一、応重禁制六位已下乗車事
10. 一、応重禁制諸司諸衛官人饗宴碁手輩事
11. 一、応重禁制主計主税二寮官人称前分勘䉼[1]多求賂遺抑留諸国公文事

最初の6条は「神社仏寺」（宗教関係）、次の4条は「過差停止」（奢侈禁止）、最後の1条は「公事催勤」（政務励行）についての規定である。この新制の審議手続と法文配列が以後の先例とされたことが、約200年後の九条兼実の日記『玉葉』建久元年11月1日条に記された手続の様子から知ることが可能である。

## 影響
この新制は単なる過差禁止令のように行事や祭祀の際の一時的な規定とは異なり、期限の定めのない法規として機能していた。その一方で、実際に取締りにあたる役人（検非違使・弾正台など）の間でも必ずしも徹底されていたわけではなかった。
『権記』には長保元年令公布の翌長保2年5月8日条の出来事として検非違使別当である藤原公任が藤原行成（『権記』筆者）に対して、前日に新制による取締が緩んでいることに対して一条天皇から菅原孝標（蔵人）を通じて検非違使の職務怠慢であると注意を受けたことについて語っており、これを受けて検非違使庁は特に問題視された5・7・9の3ヶ条について一部修正を加えた上で新たな法文として公任から一条天皇に提出し、これを元に再度公布を行った（『権記』同年5月14日条）。更に長保3年11月18日の再度の内裏火災を受けて、25日に7・9の部分を更に厳格に規定した新制5ヶ条を決定して閏12月8日に公布された。更に長保4年10月9日には2・4に関連して神社及び国分寺・国分尼寺・定額寺の修理に関する太政官符が出されている。かくして長保元年令は同2年・3年・4年と3年間に3度にわたる規定の強化と再施行を経て長期にわたって効力を有し、長元3年（1030年）にも長保年間の一連の新制を再確認する過差を禁じる禁制が出されている。
それまでの新制は、従来から行われてきた法令の性格を残した「新しい禁制」としての新制に留まっていたのに対し、長保元年令は中世における新制公布の最大の動機である天人相関説に由来する攘災と政治再建のための「徳政」の推進という理念に基づいて定められた最初のものであった。治承・建久の2度の新制の制定に大臣・摂関として関わった九条兼実（道長の6代目の子孫）は｢長保以後代々制符｣が制符（新制）策定の基本であるべきであると度々主張（『玉葉』治承2年4月23日・6月5日条）しており、長保から200年経た後世においても長保元年令が新制の出発点になるとする考え方が公家社会に広く存在し、中世公家法に対して強い影響を与えたことが分かる。